# Vieiro (Fonsagrada)
Vieiro (llamada oficialmente Santo Antonio de Vieiro) es una parroquia y una aldea española del municipio de Fonsagrada, en la provincia de Lugo, Galicia.

## Otras denominaciones
La parroquia también es conocida por el nombre de San Antonio de Vieiro.

## Organización territorial
La parroquia está formada por once entidades de población:
- Acevedo
- Cerredo
- Fontecova (A Fontecova)
- Pacios do Rebolín
- Pedrafitelas
- Pedrouzos
- Rebolín (O Rebolín)
- San Mamede
- Vieiro
- Vilafrime
- Vilar de Sucarral

## Demografía

### Parroquia
| Gráfica de evolución demográfica de Vieiro (parroquia) entre 2000 y 2019 |
|                                                                          |
| Datos según el nomenclátor publicado por el INE.                         |

### Aldea
| Gráfica de evolución demográfica de Vieiro (aldea) entre 2000 y 2019 |
|                                                                      |
| Datos según el nomenclátor publicado por el INE.                     |